# Transport ferroviaire au Zimbabwe
Le transport ferroviaire au Zimbabwe se structure autour d'un réseau de 3 427 km exploité par la National Railways of Zimbabwe (en), qui propose un service voyageur et fret.

## Réseau
Le réseau de chemin de fer au Zimbabwe a une longueur cumulée de 3 427 km, dont les voies sont à écartement étroit. Ce dernier est le support de plusieurs lignes inter-cité:
- Chemin de fer Beira-Bulawayo - liaison ferroviaire entre les villes de Bulawayo, Harare et Mutare - comporte quatre prolongements:
  - le tronçon de Chinhoyi : il relie Harare à Chinhoyi[3].
    - tronçon Maryland-Kildonan : sous-embranchement du tronçon Harare-Chinhoyi, il relie Maryland à Kildonan.
    - tronçon de Bindura : dépendant de Harare-Chinhoyi, il relie Harare à Shamva.

  - tronçon Gweru-Masvingo : il relie les deux villes qui lui donnent son nom[3].
    - embranchement de Shurugwi : sous-embranchement de Gweru-Masvingo, il relie Gweru à Shurugwi.

  - tronçon Incisa : va à Incisa.
  - tronçon Redcliff  : va à Redcliff.
- Chemin de fer du Limpopo - liaison ferroviaire entre les villes de Somabhula et Sango-Nyala - possède deux prolongements:
  - tronçon Nandi-Mkwasine: relie le village de Mbizi au village de Mkwasine.
  - tronçon de Noelvale: dans la ville de Zvishavane.
- Chemin de fer Rutenga-Beitbridge - liaison ferroviaire entre les villes de Rutenga et Beitbridge.
- Chemin de fer Beitbridge-Bulawayo - liaison ferroviaire entre les villes de Umzingwane et Beitbridge.
- Chemin de fer Le Cap – Le Caire - liaison ferroviaire entre les villes de Plumtree, Bulawayo et Victoria Falls.

Les trajets s'effectuent souvent de nuit, et plusieurs types de siège et couchettes existent. De multiples dessertes ponctuent ces lignes.